# Jahde
Jahde, nome artístico de Sandra Pereira (Albergaria-a-Velha, 26 de Janeiro de 1986), é uma cantora portuguesa, vencedora da edição de 2010 do talent show Ídolos.

## Biografia
Gostando de cantar desde pequena, o seu primeiro grande momento ligado à música foi, aos 16 anos, quando cantou em público pela primeira vez, num sarau da escola, o tema "Kiss from a Rose" de Seal. Foi aplaudida de pé, o que a motivou a continuar.
Destacou-se cedo a nível musical em Viseu, para onde foi estudar. Começou por frequentar o curso de Turismo na Escola Superior de Tecnologia do Instituto Politécnico de Viseu e posteriormente pediu transferência para a Escola Superior de Educação (para frequentar o curso de Publicidade e Relações Públicas). Em Viseu começou por integrar a tuna feminina "As Meninas e Senhoras da Beira" (Tuna Feminina da Academia de Viseu) e cantou fados no restaurante Colmeia. Na tuna aprendeu a tocar vários instrumentos de percussão, guitarra e cavaquinho.
Formou, com três amigas, o grupo feminino Cordas ao Cubo (que posteriormente alterou a sua denominação para Mátria). Cantavam temas de artistas como Zeca Afonso e Fausto. Actuaram com tunas, fizeram aberturas de galas e chegaram a cantar em 2 bares, mas demorou pouco tempo, pois, entretanto, faz um casting para começar a colaborar com os Miss Fabs (grupo de "covers").
Francisco Sales (Guitarra), Tiago Gomes (Baixo) e Alexandre Tomás (Bateria) eram os restantes membros dos Miss Fabs. Participaram na Queima das Fitas de Leiria. Privilegiavam estilos musicais como o rock e o funk, interpretando, entre outros, temas de Led Zeppelin ("Whole Lotta Love"), The Beatles ("Come Together") ou Joss Stone ("Right to be Wrong").
Interpretou o tema de abertura do reality show Peso Pesado. Em Outubro rumou a Londres para estudar na London Music School.

## Ídolos
Em 2010 venceu a 4ª edição do concurso Ídolos. Os seus grandes momentos foram a recriação de "Wicked Game" de Chris Isaak e "Oh Gente da Minha Terra" de Mariza.
1.ª Gala - You Had Me - Joss Stone

2.ª Gala - Nowhere Fast - Fire Inc.

3.ª Gala - Wicked Game - Chris Isaak

4.ª Gala - Oh Gente da Minha Terra - Mariza

5.ª Gala - I Just Want to Make Love to you - Etta James

6.ª Gala - Canned Heat - Jamiroquai

7.ª Gala - Sober - Pink / Natural Woman - Aretha Franklin

8.ª Gala - You'll Follow Me Down - Skunk Anansie / Easy Lover - Phil Collins

9.ª Gala - Shine on You Crazy Diamond - Pink Floyd / Roxanne - The Police

10.ª Gala - You've Got the Love - Florence and the Machine / Solbury Hill - Peter Gabriel / Crazy - Seal
Gala dos vencedores de todas as edições do Idolos
- You Oughta Know - Alanis Morissette
- Com Martim - One - U2
- Englishman in New York - Sting